# ISO 3166
Za označavanje država na način koji je neovisan o jeziku govornika, Međunarodna organizacija za standardizaciju je ustanovila standard ISO 3166.
Ovaj standard ujedno obuhvaća i oznake za područja koja se ne poklapaju s pojedinom državom, zatim područja koja su glavne podcjeline unutar nekih država, te također oznake nekih bivših država.
Standard se sastoji od tri dijela:
- ISO 3166-1 alpha-2 – dvoslovni kodovi država, najistaknutiji je od tri dijela i uz nekoliko iznimki se koristi i za Internet TLD domene pojedinih država,
- ISO 3166-1 alpha-3 – troslovni kodovi država,
- ISO 3166-1 numeric – troznamenkasti brojčani kod država.

Za primjer, Republika Hrvatska je u standardu označena dvoslovno s HR, troslovno s HRV i brojčano s 191.